# Cantone di Le Haut Dadou
Il Cantone di Le Haut Dadou è una divisione amministrativa degli arrondissement di Albi e di Castres.
È stato istituito a seguito della riforma dei cantoni del 2014, che è entrata in vigore con le elezioni dipartimentali del 2015.

## Composizione
I 31 comuni iniziali dal 1º gennaio 2016 si sono ridotti a 30 per effetto della fusione di Bellegarde e Marsal a formare il nuovo comune di Bellegarde-Marsal.
- Alban
- Ambialet
- Arifat
- Bellegarde-Marsal
- Curvalle
- Fauch
- Le Fraysse
- Laboutarie
- Lamillarié
- Lombers
- Massals
- Miolles
- Montredon-Labessonnié
- Mont-Roc
- Mouzieys-Teulet
- Orban
- Paulinet
- Poulan-Pouzols
- Rayssac
- Réalmont
- Ronel
- Roumégoux
- Saint-André
- Saint-Antonin-de-Lacalm
- Saint-Lieux-Lafenasse
- Sieurac
- Teillet
- Terre-Clapier
- Le Travet
- Villefranche-d'Albigeois